# Grupo Actoral 80
El Grupo Actoral 80 (GA80) es un grupo de teatro venezolano fundado en Caracas, en el año 1983 por el actor, director y dramaturgo argentino Juan Carlos Gené. Con más de cuarenta años de trayectoria artística ininterrumpida en Venezuela, cuenta con un repertorio de aproximadamente cien obras llevadas a escena.
Es un grupo que se enfoca en el trabajo del actor, siendo desde sus inicios un grupo fundado principalmente por actores. También se destaca por impartir diversos tipos de talleres de formación teatral.
Actualmente es dirigido por Héctor Manrique, alumno de Gené, actor y director venezolano de larga trayectoria artística. 

## Historia

### Primeros años
En 1976 el actor y dramaturgo argentino Juan Carlos Gené, llega a Venezuela huyendo de la dictadura cívico-militar recién instalada en Argentina. Ya radicado en Caracas, ese mismo año funda el Centro Latinoamericano de Creación e Investigación Teatral (CELCIT) con el fin de crear iniciativas para promover e impulsar las creaciones teatrales de todo tipo en América Latina.
A partir de 1980, Gené convoca talleres de actuación para profesionales en la capital venezolana. En ese contexto, varios participantes de dichos talleres interesados en profundizar su formación teatral se reúnen con el propósito de formar un grupo que deciden bautizar como “Grupo Actoral 80”. Con este nombre se destaca el lugar del actor como protagonista del hecho teatral y a su vez se conmemora el año del primer encuentro de los integrantes del grupo con Juan Carlos Gené. En palabras del director:

Nos proponemos como un grupo de actores, reivindicando una vez más al actor como protagonista del espectáculo teatral, como creador de la vida escénica y como factor que al hacer vivo el teatro, lo reafirma como insustituible liturgia de reflexión colectiva.
Juan Carlos Gené

Entre sus primeros integrantes se destacaron: Verónica Oddó, Carlos Cordero, Fermín Reyna, Chela Atencio,  Alex Hernández, Ricardo Lombardi y Juan Carlos Gené como fundador y director del grupo. Desde su núcleo fundacional, se caracterizó por ser un grupo integrado por diversas nacionalidades latinoamericanas, siendo los miembros oriundos de países como Chile,  Bolivia, Venezuela y Argentina.

### Grupo estable y primeras obras
El 4 de julio de 1983 se estrena Variaciones Wolff, una obra  de creación colectiva a partir del texto Niña Madre del dramaturgo chileno Egon Wolff. Este fue el primer espectáculo presentado por el Grupo Actoral 80. Este día es considerado la fecha de fundación del grupo.
Ese mismo año se estrenó la obra Pedazos escrita por Ricardo Lombardi y dirigida por Gené. Más tarde, en noviembre, presentan Esta noche se improvisa en busca de un personaje, otra creación grupal a manera de ceremonia pirandelliana dirigida por Juan Carlos de Petre. En julio de ese mismo año se estrena Golpes a mi puerta,  escrita y dirigida por Gené. Con esta obra el grupo se hace merecedor del Premio Municipal de Teatro del año 1984. Con meses en cartelera y críticas favorables, el grupo se preparó para siete años de intensa actividad teatral.
En 1985, el Grupo Actoral 80 comienza su primera gira latinoamericana. A principios de marzo del mismo año, estrenan en el Festival de Madrid, la obra Ardiente Paciencia de Antonio Skármeta dirigida por Juan Carlos Gené.  Además, con Golpes a mi puerta y el estreno ya mencionado, inician una gira por España, comenzando en Madrid y siguiendo por Getafe, Burgos y Logroño. Luego, a finales de julio y principios de agosto emprenden una gira por Argentina, pasando por Buenos Aires, La Plata, Olavarría y culminándola en la capital uruguaya Montevideo. Cabe destacar que en esta gira Argentina-Uruguay se suma al repertorio la obra Humboldt y Bompland.Taxidermistas de Ibsen Martínez dirigida por Enrique Porte y se presenta nuevamente Variaciones Wolff. Finalmente, en octubre, cierran el año con una temporada de repertorio en el Teatro Municipal de Caracas.
A partir del año 1984 se unieron nuevos integrantes al elenco como Gladys Prince y Dimas González, en 1985 se unió Héctor Manrique y dos años después, Julio Mota e Iván Tamayo. Los miembros del grupo estaban divididos en tres categorías: socios fundadores, socios activos y socios invitados, por lo que a lo largo de la trayectoria del grupo, se hizo costumbre tener una serie de actores invitados en sus espectáculos, que luego pasaban a ser socios activos del grupo.
A finales de los años ochenta, Fermín Reyna y Dimas González deciden separarse del GA80 para formar el Grupo Itinerante de Venezuela. Por su parte, Ricardo Lombardi, también empezó a trabajar en espectáculos independientes. Más tarde dejaría el grupo uno de los miembros más importantes: el director y fundador Juan Carlos Gené, al decidir regresar a su país natal Argentina, quedando una relación constante con el grupo, tanto así, que en el año 2.005, regresa a Caracas a dirigir la obra El día que me quieras, de José Ignacio Cabrujas. 

### Cambio de dirección
Después de diecisiete años de exilio en Venezuela, en 1993, Juan Carlos Gené decide volver a su país natal, Argentina. Con él, también se retiran del grupo otros miembros como su esposa Verónica Oddó, Gladys Prince y Giovanni Reali, quedando solo Héctor Manrique e Iván Tamayo.
Esto implicó que el Grupo Actoral 80 cambiara su curso: Manrique pasó a ser el director-coordinador y se convocaron a actores que alguna vez fueron invitados, para que formaran parte del grupo. Se incorporan al elenco Martha Estrada, Basilio Álvarez, Belinda Lozada y Carolina Rincón, quien sería la primera productora del grupo hasta la actualidad. Gladys Prince se reincorpora y se decide el próximo espectáculo. 
Ese mismo año, el GA80 estrena La Conquista del Polo Sur de Manfred Karge. Debido a la ausencia de Gené, deciden invitar al director y actor peruano Alberto Ísola, para encargarse de la dirección del montaje. Luego  convocan a Ricardo Lombardi, antiguo miembro del grupo, para dirigir los próximos montajes. Con él estrenan en 1994 Recordando con ira de John Osborne y Los ojos del día de Luis Agustoni. Pero en la  mitad del proceso de montaje de esta última, Lombardi fallece y Manrique y Prince deben asumir la dirección del montaje.
Después de una imposibilidad de Alberto Ísola para dirigir el próximo espectáculo del GA80, el grupo decide que Héctor Manrique tome las riendas de la nueva obra y, en 1995, estrenan El matrimonio de Bette y Boo de Christopher Durang. Con el éxito de este montaje, en 1996 se estrena Esperando a Godot de Samuel Beckett, dirigida por Manrique. 
En el año 1.997, el grupo estrena la obra Kean, de Jean Paul Sartre, bajo la dirección de Basilio Álvarez y protagonizada por Héctor Manrique. En el año 1.998, remontan dos de sus primeros espectáculos, Ardiente Paciencia y Humboldt y Bompland. 
En el año 1.999, estrenan con un extraordinario éxito de público y crítica la obra ART, de la dramaturga francesa Yasmina Reza, bajo la dirección de Héctor Manrique y con las actuaciones de Basilio Álvarez, Iván Tamayo y el propio Manrique. Con este espectáculo fueron merecedores de varios premios. 
A principios del año 2000, se unen nuevos alumnos como Daniel Rodríguez Cegarra, Juan Vicente Pérez, Angélica Arteaga, Samantha Castillo, Juvel Vielma y Melisa Woolf. Por otro lado, Gladys Prince comienza a incursionar en la dirección escénica. Ese mismo año, se estrenan las obras Femenino en singular de Arnold Wesker e Isabel sueña con orquídeas de Karim Valecillos, ambas dirigidas por Prince. Este último montaje fue galardonado con el Premio Municipal de Teatro de Caracas como mejor montaje infantil, mejor actriz, mejor dramaturgia, entre otros. Un año más tarde, Basilio Álvarez estrena La edad de la ciruela de Arístides Vargas, la cual también ganó varios premios municipales.  
En el año 2004, el GA80 estrena Casa de Muñecas de Henrik Ibsen, última obra dirigida por Gladys Prince. En 2005, Juan Carlos Gené regresa a Caracas para dirigir con el grupo El día que me quieras de José Ignacio Cabrujas, la obra es estrenada en la Sala de Conciertos del Ateneo de Caracas.  
En 2011, estrenan Acto Cultural de José Ignacio Cabrujas, un montaje que reunió en escena a todos los nuevos integrantes del GA80: Angélica Arteaga, Melisa Woolf, Juan Vicente Pérez, Samantha Castillo, Daniel Rodríguez y Héctor Manrique quien además de dirigir, fue parte del elenco. Durante los siguientes tres años, el grupo mantuvo una programación constante. En 2014 Manrique estrena Sangre en el diván, un monólogo inspirado en el primer capítulo del libro con el mismo nombre de la periodista Ibeyise Pacheco sobre la vida del psiquiatra venezolano Edmundo Chirinos. Este espectáculo tuvo un éxito rotundo en taquillas y se mantiene en el actual repertorio del grupo. La interpretación de Manrique como el "Dr. Chirinos" obtuvo críticas favorables, además de obtener los premios Fundación Isaac Chocrón y de la crítica (AVENCRIT) al mejor actor. Con este montaje, el grupo realizó varias giras internacionales.
En 2016 el grupo estrenó Terror de Ferdinand Von Schirach y en 2018 La foto de Gustavo Ott, obra ganadora del Primer Concurso de Dramaturgia Trasnocho de la Fundación Trasnocho Cultural de Caracas.
En marzo de 2020 se estrenó: El Vestidor de Ronald Harwood, dirigida por Héctor Manrique. Con este espectáculo sólo hicieron tres funciones porque a la semana de su estreno fue decretado el cierre de los teatros por la llegada de la pandemia   COVID-19.
En julio del año 2.021, el GA-80, regresa a escena con el estreno en el teatro Trasnocho de la obra ganadora del 3.er Concurso de Dramaturgia Trasnocho, Todas las películas hablan de mí, de Gustavo Ott, bajo la dirección de Héctor Manrique. En el 2.022, vuelven a escena con el estreno de Mi Último Delirio, un espectáculo creado a partir de las correspondencias y documentos del Libertador Simón Bolívar. Está obra contó con la asesoría histórica de la prestigiosa historiadora venezolana Inés Quintero, la dramaturgia de Pilar Arteaga, Héctor Manrique y Pedro Borgo. La dirección en este caso correspondió al Pedro Borgo, y la interpretación corrió a cargo de Héctor Manrique. Mí Último Delirio, ha tenido varias temporadas en la ciudad de Caracas e hizo su primera gira internacional en el año 2.023, a España, presentándose en Madrid, Almagro y Aranjuez.
El último estreno del Grupo Actoral 80, fue el 3 de mayo de 2024, con la obra del Premio Noble de Literatura  noruego Jon Fosse, bajo la dirección de Héctor Manrique y con las actuaciones de Daniel Rodríguez, Larissa González y Pedro Borgo.

### El Espacio 80
El Grupo Actoral 80 desde sus comienzos se estableció en la sede del CELCIT: un espacio escondido en los sótanos de Parque Central, al que le llamaron Espacio 80. En él se reunieron por primera vez los miembros fundadores del grupo que formaban parte del Taller de Formación Actoral para Profesionales. En primera instancia, el espacio funcionaba como la  biblioteca del Ateneo de Caracas, luego para CELCIT cumplió la misma función hasta que Juan Carlos Gené decide comenzar con los talleres y el espacio es utilizado también para las actividades formativas. 
Cuando el grupo se establece en 1983, comienza el trabajo de sus primeros montajes en el Espacio 80 sirviendo como lugar de ensayo y de depósito de escenografía. En 1987, el grupo decidió adecuar este espacio para convertirlo en una sala de representaciones teatrales y estrenar allí sus próximos espectáculos. Así fue hasta finales de 1999 que el GA80, buscando expandirse, decide presentarse en otras salas con más alcance para el público. Sin embargo, el Espacio 80 continuó siendo el lugar de ensayo de las obras del grupo.
Después de treinta y cuatro años de actividad ininterrumpida, el 13 de noviembre de 2017 el Grupo Actoral 80 fue desalojado de su sede oficial en los sótanos de Parque Central, la cual también fuera sede del CELCIT Venezuela y  el llamado “Espacio 80”, sala de presentaciones, de talleres de formación y de ensayos del grupo.
Los miembros del GA80 aseguraron en varias entrevistas, que la orden para el desalojo provino de la Corporación de Servicio de Distrito Capital (CorpoCapital) fundada en 2013 por Jacqueline Farías, quien para el momento fungía como jefa de gobierno.
En cuestión de semanas ya estaban fuera del espacio, siendo este uno de los momentos más difíciles para el grupo. Más tarde Héctor Manrique dio su testimonio:

Todo lo que soy si soy algo se lo debo a muchas cosas y especialmente a ese espacio tan generoso para la creación. Fue un espacio creado fundamentalmente por el esfuerzo de cada uno que trabajaron allí. Podría decir sin temor a equivocarme que fueron miles las personas que fueron a los talleres que ahí impartimos. Ahora ya no está para la cultura.
Héctor Manrique

Actualmente el Grupo Actoral 80, tiene su sede en el piso 1 de la antigua sede de la alcaldía de Baruta, en Colinas de Bello Monte.

## El GA80 y el CELCIT
En 1975, la UNESCO y el Ateneo de Caracas convocan la I Reunión de Dirigentes Culturales de América Latina. En ella, se propuso la creación de un centro de documentación e investigación, que sirviera para difundir los trabajos creativos en Latinoamérica, España y Portugal. Con la necesidad de generar actividades que integren culturas, el Ateneo de Caracas se pone a la orden para la fundación de este organismo. En 1977 las actividades del Centro Latinoamericano de Creación e Investigación Teatral (CELCIT) inician con la I Reunión de Escuelas y Centros de Formación Teatral de América Latina con Luis Molina López  y Juan Carlos Gené en la dirección.
El CELCIT tenía como objetivo la difusión del teatro en el continente, el servicio de comunicación entre creadores, la publicación de obras inéditas de dramaturgos latinoamericanos y la realización de talleres de formación teatral. Actualmente, hay sedes del CELCIT en los siguientes países latinoamericanos:  Paraguay, Uruguay, Argentina, Colombia, Chile, Bolivia, Brasil, Perú, República Dominicana, Ecuador, Guatemala y Venezuela; en Europa hay sedes en Suecia, Francia, España y Portugal. Para Juan Carlos Gené este centro de documentación le permitió desarrollar su trabajo durante el exilio en Caracas.
Desde sus inicios, el CELCIT se instaló en la biblioteca del Ateneo de Caracas ubicada en el Sótano 1 del Edificio San Martín en el Complejo Parque Central. Este lugar se convirtió después en el “Espacio 80”, sede pedagógica y de ensayos del GA80, el cual fue adecuado como una sala para representaciones teatrales. Allí el grupo estrenó y presentó sus espectáculos hasta mediados de los años 2000. El CELCIT le brindó las posibilidades y condiciones a Gené para crear el Grupo Actoral 80, como ala artística del organismo. La institución cobijó al grupo desde sus inicios y le brindó auspicio:

Y fue, claro, el CELCIT, quien posibilitó lo que considero mi realización más importante de estos años: la creación de un grupo teatral oficial de la entidad, que se conforma con actores de diversas procedencias latinoamericanas, expresando, en sus diferentes acentos idiomáticos y esquemas corporales, esa voluntad nacional latinoamericana.
Juan Carlos Gené

Actualmente, Héctor Manrique es el encargado de representar al CELCIT en Venezuela y el grupo aún mantiene una estrecha relación con el CELCIT de compromiso con el teatro. Gené fue presidente de la institución hasta su muerte en Argentina en 2012, desde entonces la sede oficial del CELCIT se ubica en Buenos Aires a unos pocos metros de la histórica Plaza de Mayo y es dirigida por Carlos Ianni.

## Talleres de formación actoral
Desde sus inicios, en los talleres de formación actoral del CELCIT, el GA80 se definió como una agrupación cuyo eje central era el actor y el trabajo de este sobre el escenario. Por esta razón, el grupo se ha ocupado de impartir talleres de formación para actores jóvenes y profesionales. Juan Carlos Gené, Verónica Oddó y los demás miembros fundadores del grupo se concentraron en dirigir estos talleres en la sede de Parque Central.
Juan Carlos Gené (2004) en su libro Escrito en el escenario (pensar el teatro), publicado por la editorial del CELCIT, expone los fundamentos de su método de trabajo como pedagogo y director. Para Gené  la formación del actor tiene dos etapas: la primera dedicada al trabajo físico y al reconocimiento del actor como ente creativo,  y la  segunda etapa centrada en la creación del personaje. La obra del director ruso Konstantín Stanislavski es una de las influencias primordiales de su trabajo.
Se han realizado varias investigaciones de grado en torno al método de formación implementado en los talleres del Grupo Actoral 80. En ellas se específica la influencia del método de Stanislavski, al focalizar el trabajo pedagógico en la búsqueda de la acción como medio para alcanzar la verdad escénica. Es decir, para el GA80 “La acción es el teatro y la base de toda acción es física”.
Por otro lado, para la creación de personaje la agrupación utiliza siete preguntas elementales que ayudan al actor a definir las características físicas y psicológicas de los personajes, estudiando la situación que los rodea, contra qué luchan y qué quieren. Estas preguntas se centran en datos básicos del personaje e indagan las motivaciones del mismo buscando estrategias que lleven al actor a la acción.
A lo largo de su trayectoria, el grupo se ha ocupado en dictar talleres como: El juego actoral, La creación de personaje, El Taller Actoral Permanente para Profesionales, El trabajo del actor consigo mismo así como también se han realizado varios talleres montaje.
El equipo docente de los talleres ha cambiado constantemente a lo largo de los años. Inicialmente eran dictados por Gené, Oddó y el resto de los miembros fundadores; a partir del año el 1991 Héctor Manrique y en 1995 Gladys Prince se ocuparon de la conducción de los talleres. Luego en el año 2009 se incorporaron Melisa Woolf encargada de la parte teórica y Daniel Rodríguez encargado del entrenamiento físico. Más tarde en 2013 se unen Juan Vicente Pérez y Angélica Arteaga. Actualmente los talleres del GA-80, son impartidos por su director Héctor Manrique, junto a Daniel Rodríguez, Felicia Canetti, Angélica Arteaga y Pedro Borgo.

## Integrantes

### 1983
- Juan Carlos Gené (Actor, director y dramaturgo)
- Verónica Oddó (Actriz)
- Ricardo Lombardi (Director, actor y dramaturgo)
- Alex Hernández (Actor)
- Fermín Reyna (Actor)
- Carlos Cordero (Actor)
- Chela Atencio (Actriz)

### 1984
- Gladys Prince (Actriz y directora)
- Dimas González (Actor)

### 1985
- Héctor Manrique (Actor y director)
- Julio Mota (Actor)
- Iván Tamayo (Actor)

### 1993
- Belinda Lozada (Actriz)
- Martha Estrada (Actriz)
- Basilio Álvarez (Actor y director)
- Carolina Rincón (Productora)

### 2000
- Angélica Arteaga (Actriz)
- Daniel Rodríguez Cegarra (Actor)
- Juan Vicente Pérez (Actor)
- Melisa Wolf (Actriz)
- Samantha Castillo (Actriz)

### Actores Invitados
- Flavio Caballero
- Mariano Álvarez
- Fausto Verdial
- Carlota Sosa
- Caridad Canelón
- Alejo Felipe
- Omar Gonzalo
- Luis Abreu
- Héctor Palma
- Eulalia Siso
- Mimí Lazo
- Marisa Román
- Hercilia Velázquez
- Carmen Palma
- Luigi Sciamanna

- Tania Sarabia

- Antonio Delli
- Iraida Tapias
- Fabiola Colmenares
- Beatriz Valdéz
- Jean Carlos Simancas
- Juan Manuel Montesinos
- José Antonio Rodríguez
- Wadih Hadaya
- Miguel Ferrari
- Carlos Cruz
- Javier Vidal
- Gledys Ibarra
- Verónica Artigas
- Valeria Artigas
- Ada Nocetti
- Marlene Maseda
- María Antonieta Ardila
- Paty Oliveros

- Julie Restifo

- Juan Carlos Ogando

- Claudia Rojas
- María Cristina Lozada

- Sócrates Serrano

- Nerea Fernández

- José Daniel Bort
- Raoul Gutiérrez

- Pakriti Maduro

- Marcela Girón

- Mariangel Ruiz

- Wilfredo Cisneros

## Obras principales
| Año  | Obra                                                  | Autor | Director                              |
| ---- | ----------------------------------------------------- | --- | ------------------------------------- |
| 1983 | Variaciones Wolff Pedazos Esta noche se improvisa     | Dramaturgia del GA80 sobre Niña Madre de Egon Wolf Ricardo Lombardi Creación colectiva del GA80 sobre obras de Pirandello | Juan Carlos Gené Juan Carlos de Petre |
| 1984 | Golpes a mi puerta                                    | Juan Carlos Gené | Juan Carlos Gené                      |
| 1985 | Ardiente paciencia Humboldt y Bompland. Taxidermistas | Antonio Skármeta Ibsen Martínez                                                                                           | Juan Carlos Gené Enrique Porte        |
| 1986 | Memorial del cordero asesinado (I y II)               | Juan Carlos Gené | Juan Carlos Gené                      |
| 1987 | Clipper                                               | Isaac Chocrón | Juan Carlos Gené                      |
| 1988 | Yepeto Ulf                                            | Roberto Cossa Juan Carlos Gené                                                                                            | Ricardo Lombardi Juan Carlos Gené     |
| 1990 | Las bicicletas son para el verano                     | Fernando Fernán Gómez | Ricardo Lombardi                      |
| 1991 | El zoológico de cristal Ritorno a Corallina           | Tennessee Williams Juan Carlos Gené                                                                                       | Juan Carlos Gené                      |
| 1992 | La pluma del arcángel                                 | Arturo Uslar Pietri | Juan Carlos Gené                      |
| 1993 | La conquista del Polo Sur                             | Manfred Karge | Alberto Ísola                         |
| 1994 | Recordando con ira Los ojos del día                   | John Osborne Luis Agustoni                                                                                                | Ricardo Lombardi Prince y Manrique    |
| 1995 | El Matrimonio de Bette y Boo                          | Christopher Durang | Héctor Manrique                       |
| 1996 | Esperando a Godot                                     | Samuel Beckett | Héctor Manrique                       |
| 1997 | Kean                                                  | Jean-Paul Sartre | Basilio Álvarez                       |
| 1999 | Art                                                   | Yasmina Reza | Héctor Manrique                       |
| 2000 | El americano ilustrado                                | José Ignacio Cabrujas | Héctor Manrique                       |
| 2000 | Isabel sueña con orquídeas                            | Karin Valecillos | Gladys Prince                         |
| 2001 | La edad de la ciruela                                 | Arístides Vargas | Basilio Álvarez                       |
| 2004 | Casa de muñecas                                       | Henrik Ibsen | Gladys Prince                         |
|      |                                                       | |                                       |
| 2005 | El día que me quieras                                 | José Ignacio Cabrujas | Juan Carlos Gené                      |
| 2007 | Final de partida                                      | Samuel Beckett | Héctor Manrique                       |
| 2008 | Al pie del Támesis                                    | Mario Vargas Llosa | Héctor Manrique                       |
| 2011 | Acto Cultural                                         | José Ignacio Cabrujas | Héctor Manrique                       |
|      |                                                       | |                                       |
| 2014 | Sangre en el diván Fresa y chocolate                  | Ibeyise Pacheco Senel Paz                                                                                                 | Héctor Manrique                       |
| 2016 | Terror                                                | Ferdinand Von Schirach | Héctor Manrique                       |
| 2017 | La granada                                            | Rodolfo Walsh, versión de Caque Armas                                                                                     | Angélica Arteaga                      |
| 2018 | Los hombros de Ámerica                                | Fausto Verdial | Héctor Manrique                       |
| 2018 | La foto La piedra oscura                              | Gustavo Ott Alberto Conejero                                                                                              | Héctor Manrique                       |
| 2020 | El vestidor                                           | Ronald Harwood | Héctor Manrique y Daniel Rodríguez    |
|      |                                                       | |                                       |

## Premios

### 1983 - 2015
- Premio Municipal de Teatro. Mejor producción (1983-1984): Golpes a mi puerta. Pedazos.[26]
- Premio Municipal de Teatro. Mejor obra (1983-1984): Golpes a mi puerta de Juan Carlos Gené.
- Premio CRITVEN. Mejor actriz (1984): Verónica Oddó, por Golpes a mi puerta.
- Premio CRITVEN. Mejor actor (1984): Juan Carlos Gené, por esta noche se improvisa.
- Premio Municipal de Teatro. Mejor actor (1984): Juan Carlos Gené, por Golpes a mi puerta.
- Premio Municipal de Teatro. Mejor actriz de reparto (1984): Chela Atencio, por Golpes a mi puerta.
- Premio CRITVEN. Mejor dramaturgo (1984): Juan Carlos Gené, por Golpes a mi puerta.
- Premio Municipal de Teatro. Mejor director (1986-1987): Juan Carlos Gené, por Clipper.
- Premio CRITVEN. Mejor actriz de teatro (1987): Verónica Oddó, por Clipper.
- Premio María Guerrero (Argentina). Mejor obra (1988): Juan Carlos Gené, por Ulf.
- Premio API (Italia). Mejor espectáculo (1988): Juan Carlos Gené, por Ulf.
- Premio Federico García Lorca (España). Juan Carlos Gené, por Memorial del cordero asesinado.
- Premio Juana Sujo. Revelación femenina: Verónica Artigas, por El zoológico de cristal.
- Premio CONAC- Casa del Artista. Mejor dramaturgo (1992): Juan Carlos Gené, por Ritorno a Corallina.
- Premio Municipal de Teatro. Mejor producción (1995-1996): El matrimonio de Bette y Boo.
- Premio Municipal de Teatro. Mejor actor de reparto  (1995-1996): Alejo Felipe, por El matrimonio de Bette y Boo.
- Premio CONAC- Casa del Artista. Mejor actor (1997): Iván Tamayo, por Esperando a Godot.
- Premio CONAC- Casa del Artista. Mejor director (1997): Héctor Manrique, Esperando a Godot.
- Premio CONAC- Casa del Artista. Mejor producción (1997): Carolina Rincón, por Esperando a Godot.
- Premio Municipal de Teatro. Mejor director (1997): Héctor Manrique, por Esperando a Godot.
- Premio Marco Antonio Ettedgui (1998): Héctor Manrique, por Esperando a Godot.
- Premio Marco Antonio Ettedgui (1998): Basilio Álvarez, por Kean.
- Premio Marco Antonio Ettedgui (1998): Mención especial, Carolina Rincón, por Humboldt y Bompland. Taxidermistas.
- Premio CONAC- Casa del Artista. Mejor producción (2000): Carolina Rincón, por Art.
- Premio Marco Antonio Ettedgui (2000): Iván Tamayo, por Art.
- Premio Municipal de Teatro (2000). Mejor actor : Basilio Álvarez, por Art.
- Premio Marco Antonio Ettedgui (2001): Mención especial, Martha Estrada, por El americano ilustrado.
- Premio TIN. Mejor actriz (2001): Norma Monasterios, por Isabel sueña con orquídeas.
- Premio Municipal de Teatro (2002). Mejor obra de teatro para niños, por Isabel sueña con orquídeas.
- Premio  CELCIT (2002). Mejor obra infantil: Isabel sueña con orquídeas.
- Premio Municipal de Teatro (2002). Mejor actriz: Martha Estrada, por La edad de la ciruela.
- Premio Municipal de Teatro (2002). Mejor actriz de reparto: Gladys Prince, por La edad de la ciruela.
- Premio CELCIT (2002). Mejor actriz: Martha Estrada, por La edad de la ciruela.
- Premio CELCIT (2002). Mejor obra de teatro: La edad de la ciruela.
- Premio CELCIT (2002). Mejor director: Basilio Álvarez, por La edad de la ciruela.
- Premio Marco Antonio Ettedgui (2002). A Martha Estrada por su trayectoria.
- Premio Municipal de Teatro (2006). Basilio Álvarez. Mejor Actor de Reparto por El día que me quieras.
- Premio Ministerio de la Cultura (2006). Mejor Producción por El día que me quieras.
- Premio Municipal de Teatro (2006). María Cristina Lozada. Mejor Actriz por Copenhague.
- Premio Municipal de Teatro (2006). Mejor Producción. por Copenhague.
- Premio El Universo del Espectáculo (2008). Héctor Manrique. Mejor Director, por Petroleros Suicidas.
- Gallo de la Veleta al Grupo Actoral 80 por sus 25 años de trayectoria. CELCIT España.
- Premio Marco Antonio Ettedgui (2013). A Melissa Wolf por su trayectoria.
- Mención Especial Premio Marco Antonio Ettedgui (2014) Daniel Rodríguez por Profundo.
- Mención Especial Premio Marco Antonio Ettedgui (2014). Samantha Castillo por 5 Mujeres con el mismo Vestido.
- Premio Fernando Gómez Jóvenes Creadores (2014). Juvel Vielma.
- Premio Municipal Rodolfo Santana (2014). Daniel Rodríguez. Mejor Actor. por Fresa y Chocolate.
- Premio Municipal Rodolfo Santana (2014). Héctor Manrique. Mejor Director por Fresa y Chocolate.
- Premio Fernando Gómez-Rovira|Fernando Gómez "Promotores Teatrales" (2015). Carolina Rincón.
- Premio AVENCRIT (2015) José Jiménez. Mejor Iluminación por Sangre en el diván.[27]
- Premio AVENCRIT (2015). Héctor Manrique. Mejor Actor por Sangre en el diván.
- Premio Fundación Isaac Chocrón (2015). Mejor Producción, por Sangre en el diván.
- Premio Fundación Isaac Chocrón (2015). Héctor Manrique. Mejor Actor, por Sangre en el diván.
- Premio Marco Antonio Eteddgui (2017) Pedro Borgo. Por su trayectoria.